# Alfriston
Alfriston est un village et une paroisse civile dans le district de Wealden (Sussex), en Angleterre. Le village se trouve dans la vallée de la rivière Cuckmere, à environ six kilomètres au nord-est de Seaford et au sud de la route principale A27. C'est aussi une partie de la circonscription de Polegate.
La paroisse avait une population de 769 habitants au recensement de 2001, passée à 829 habitants au recensement de 2011.

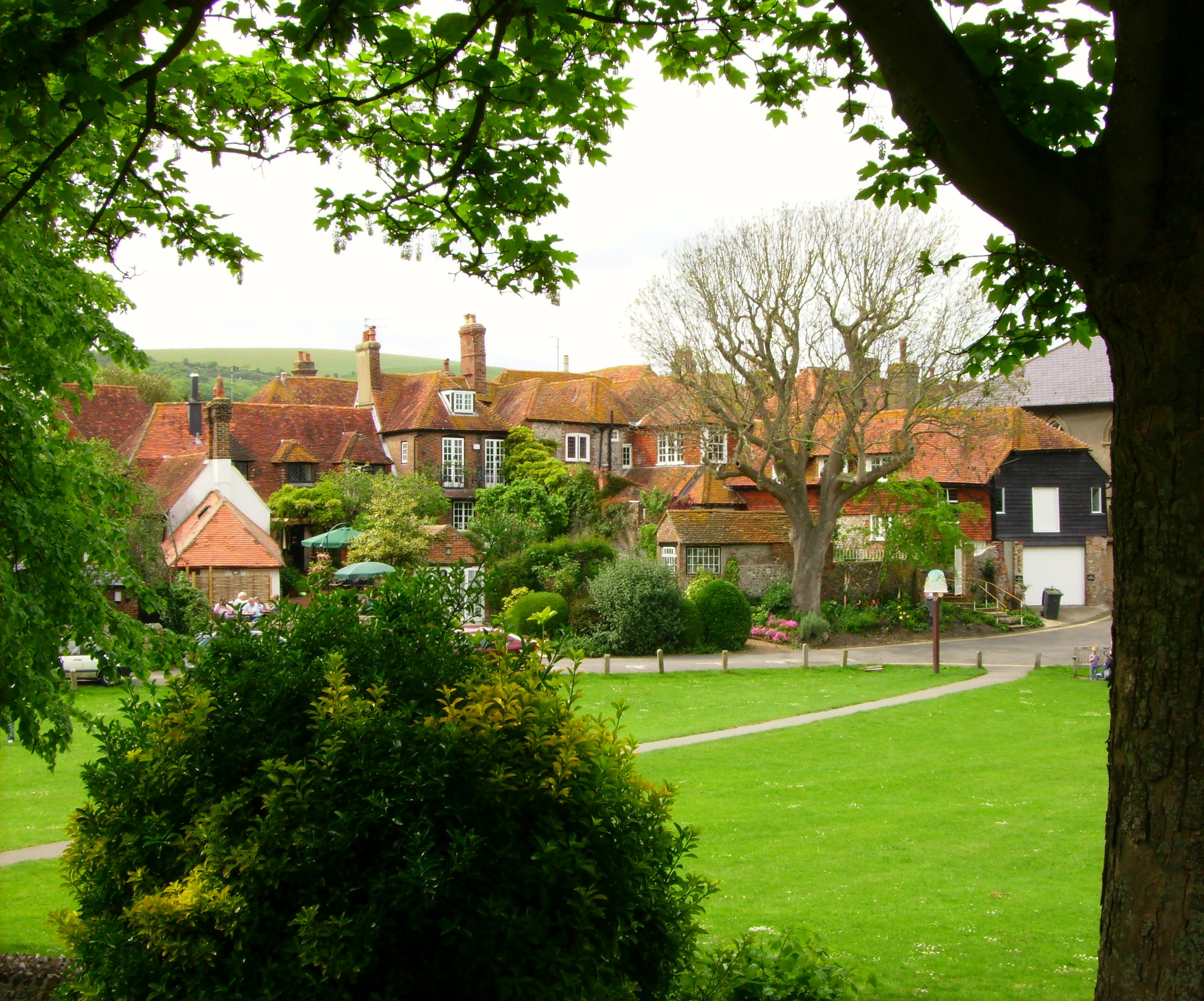
Toits d'Alfriston, vus du cimetière.

## Histoire

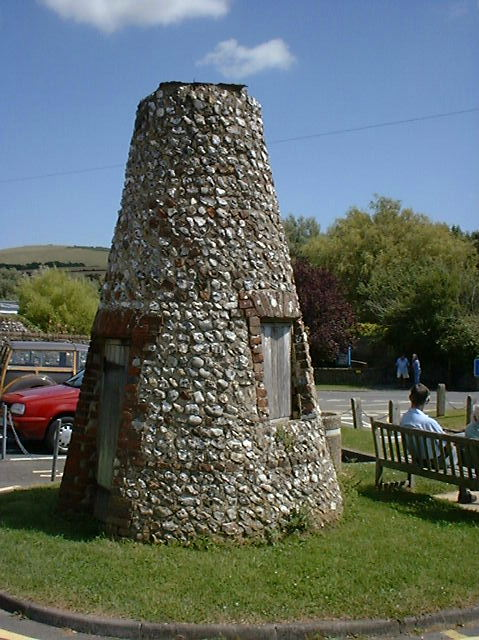
Alfriston lock-up, colombier ou prison ?

La plupart de ces notes ont été tirées du Village Reference website .
Il existe de fortes preuves de l'occupation ancienne de la région, puisque plusieurs longs tumulus néolithiques ont été découverts sur les Downs environnants. Parmi eux, à l'ouest, assez bien conservé, se trouve Long Burgh. Dans l'histoire de l'Angleterre anglo-saxonne, le village a été enregistré comme  Aelfrictun  (la ville d'Alfric), à partir duquel le Domesday Book nomme la ville « Elfricesh-tun ».
Le « Star Inn » est un bâtiment d'importance historique. À l'origine, c'est une auberge de jeunesse de religieux construite en 1345 et utilisée pour accueillir les moines et les pèlerins en route à partir de l'Abbaye de Battle jusqu'au sanctuaire de Saint Richard, saint patron du Sussex, à la Cathédrale de Chichester. Le bâtiment est devenu une auberge au XVIe siècle.
Des figures en bois ornent la partie supérieure du bâtiment, tandis qu'à l'avant se trouve une sculpture représentant un lion rouge. Ce dernier est lié au gang d'Alfriston qui a utilisé l'auberge comme base. Son chef est parti en Australie en 1830.

## Administration
Alfriston est aussi une circonscription électorale. Cette circonscription s'étend au nord jusqu'à Chalvington with Ripe et a une population totale au recensement de 2011 de 2 321 habitants.

## Églises

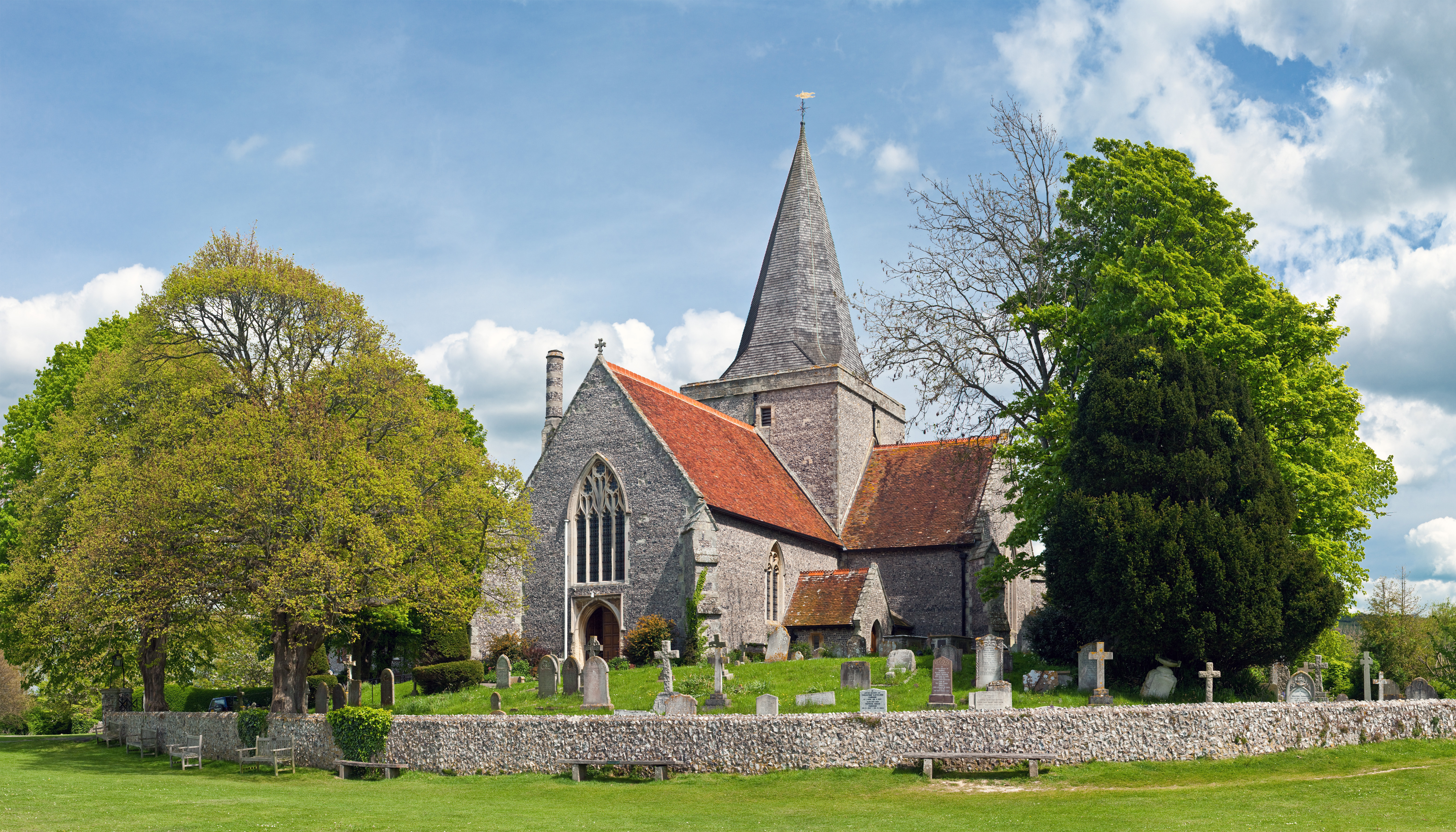
St Andrew's Church.

L'église Saint-André est l'église de la paroisse d'Alfriston. Dédiée à saint André, elle a des origines saxonnes. Bien que la plupart de l'édifice date du XIVe siècle, en raison de sa taille, c'est la Cathedral of the South Downs. Elle se trouve sur un petit monticule à silex au milieu du "Tye" (le village vert), surplombant la rivière Cuckmere, elle est entourée par le cimetière fleuri. Construite sous la forme d'une croix, elle fait partie du secteur de l'église de St Michael à Litlington et de l'église de Tous les Saints à West Dean. L'église d'Alfriston (ancienne église réformée unifiée) est incluse dans ce groupement.
L'Alfriston Clergy House du XIVe siècle, à proximité, était à l'origine le presbytère. Il est maintenant géré par le National Trust. C'est la toute première propriété apportée par le Trust en 1896 et c'est un exemple classique de maison de Wealden avec son toit de chaume et ses murs à ossature de bois. Il possède également un jardin et un verger tranquilles sur les rives de la Cuckmere.

## Le village d'Alfriston

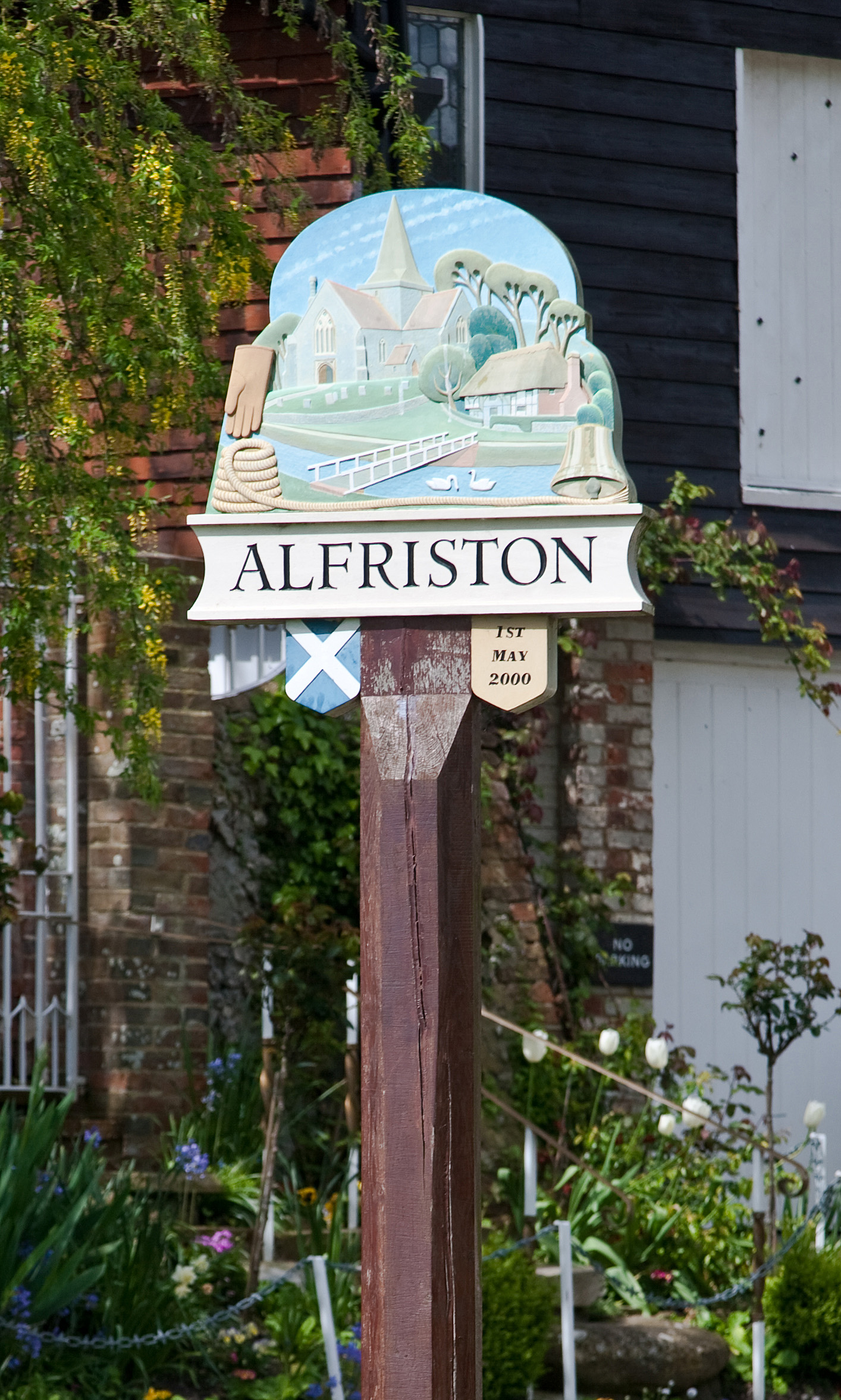
Panneau d'entrée du village.

Le côté est du village se trouve près de la rivière Cuckmere et correspond au village vert, le Tye. Dans le centre du Tye se trouve l'église St Andrew, sur un monticule entouré d'un mur de silex. À côté, se trouve la maison du clergé d'Alfriston, une propriété de National Trust pour des Lieux d'Intérêt Historique. Également sur le Tye, a été bâtie la chapelle d'architecture géorgienne. Le panneau en bois d'entrée du village, à l'entrée du Tye a été sculpté par un ancien vicaire qui a également réparé le lion rouge de la Star Inn. Le centre correspond à la place et possède une croix de marché.
Le village abrite trois pubs, le Star Inn, le Smugglers Inn et le George Inn.
Un programme d'archéologie du canal 5, Pub Dig, a révélé des preuves d'une longue occupation du site de Smuglers Inn dont des traces de contrebande, de boucherie d'animaux et d'activité néolithique à l'arrière du bâtiment.

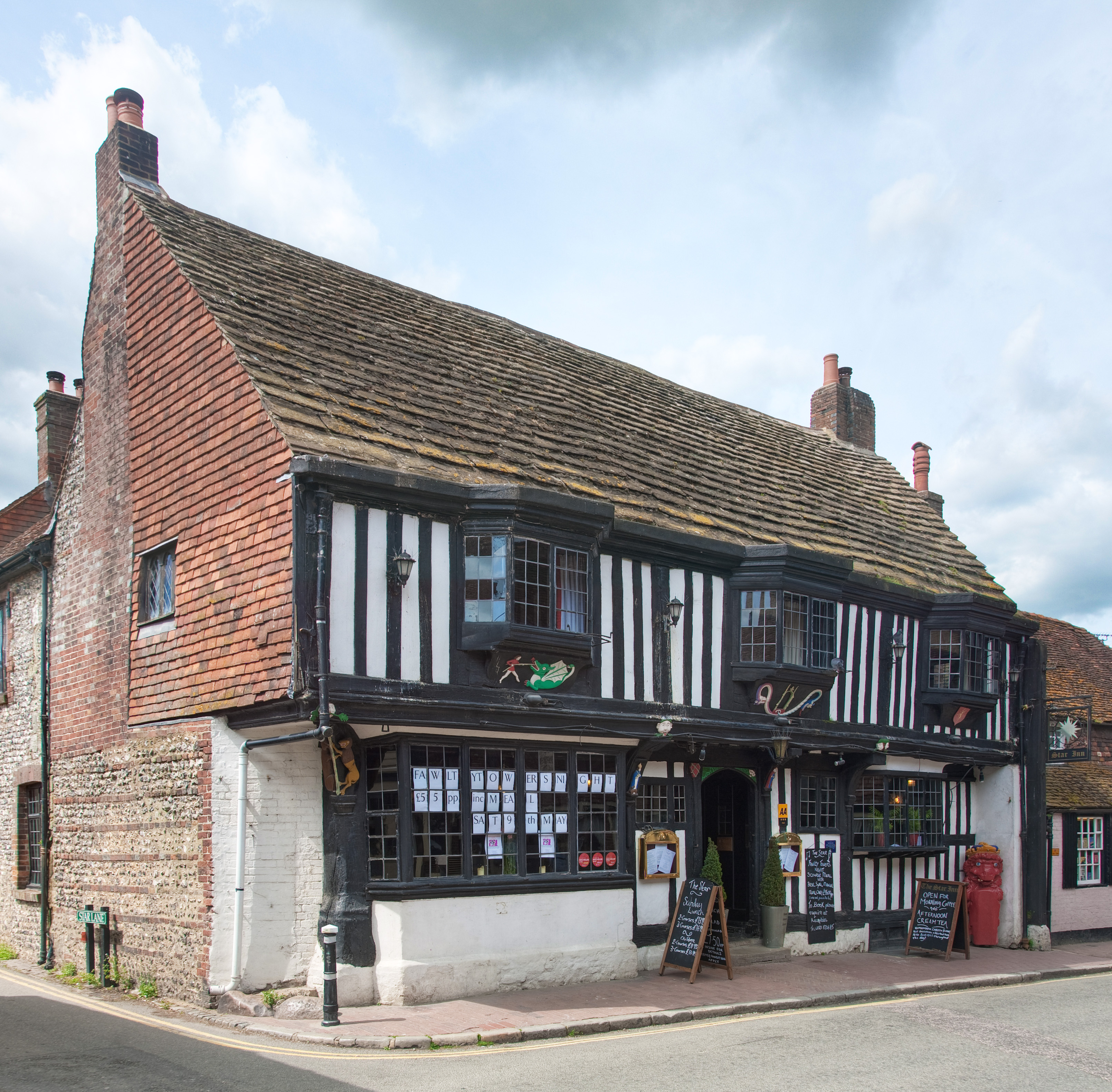
Star Inn.
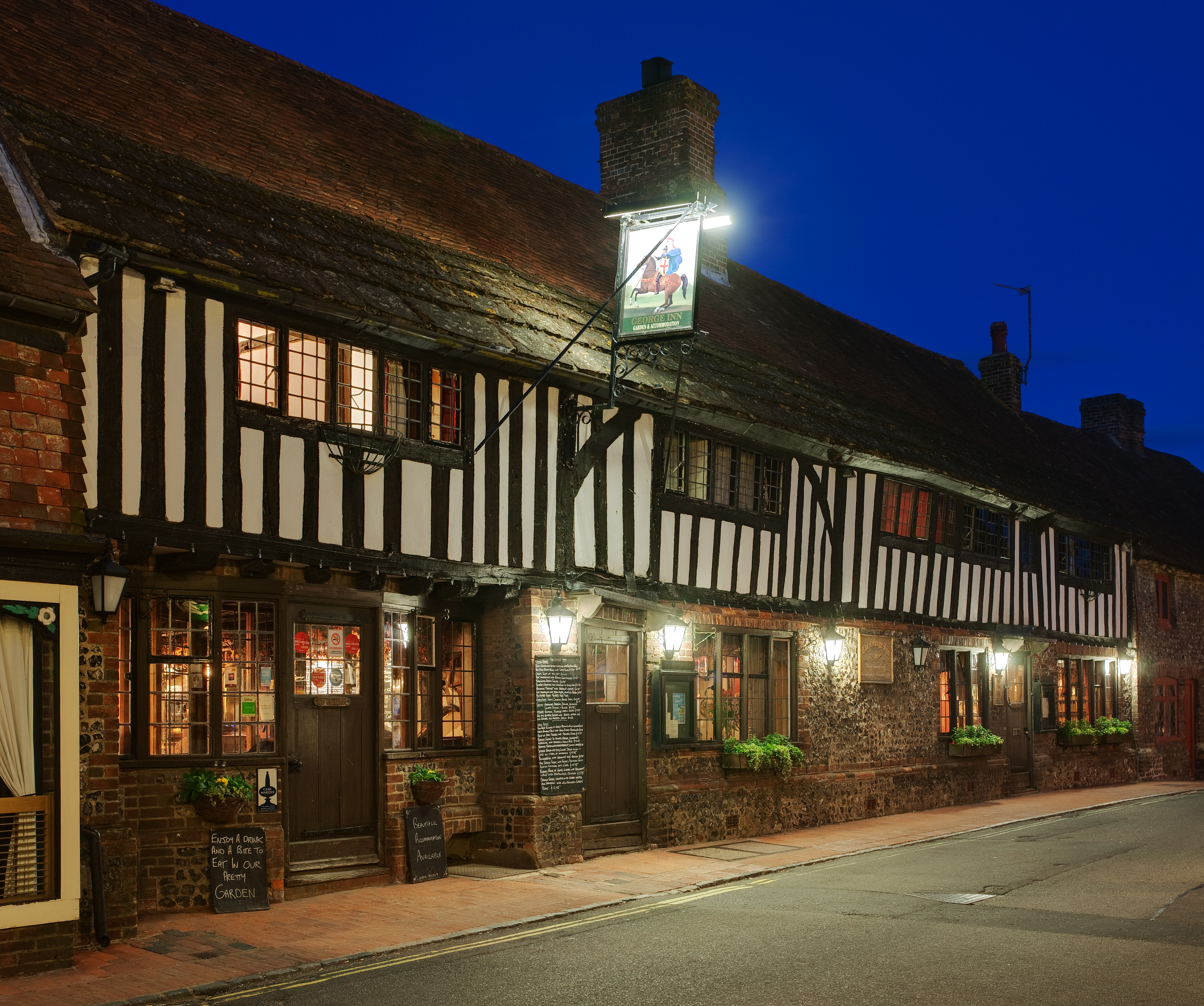
George Inn.
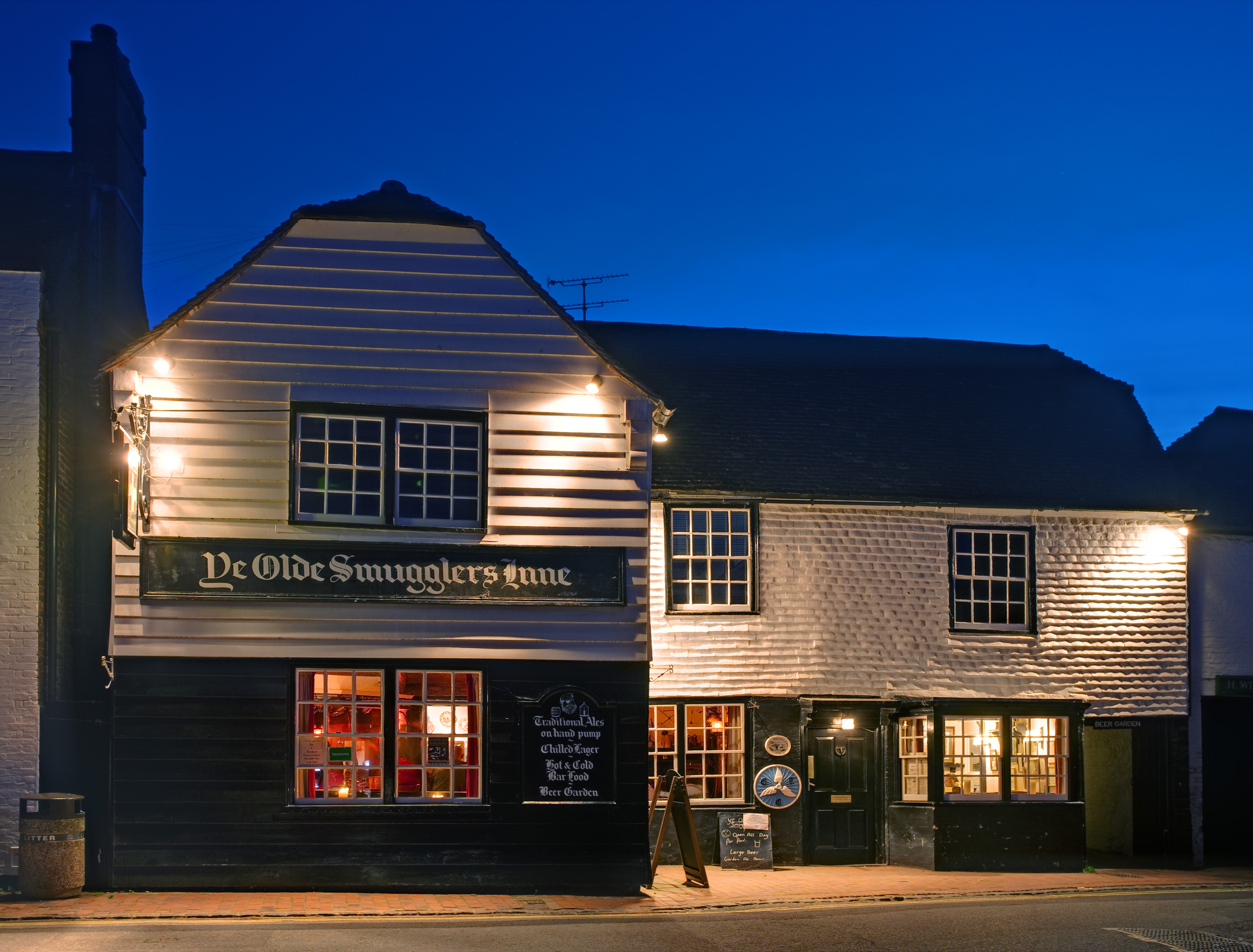
Smugglers Inn.

Le South Downs Way traverse la rivière à Alfriston, puis continue sur le South Downs. Au cours de la semaine qui précède l'« August bank holiday weekend », se tient le festival d'Alfriston. Il se termine par une grande foire au Tye. Le produit de la manifestation est versé à plusieurs organismes de bienfaisance locaux. Il est fréquenté par un grand nombre de personnes des alentours.
En décembre, un week-end de Noël, est aussi organisé à Alfriston.
Le village a aussi son propre club de tir aux pigeons d'argile.
Le club de cricket d'Alfriston a gagné la coupe de la Ligue de la vallée de la Cuckmere à neuf occasions, le plus ancien titre datant de 1920 et le plus récent de 2003.

## Les arts à Alfriston
En 1931, Eleanor Farjeon a écrit l'hymne populaire "Morning Has Broken" à Alfriston. L'hymne est censé évoquer la beauté qu'elle voyait autour d'elle dans ce village. La chanson a été plus tard enregistrée par Cat Stevens dans les années 1970, atteignant un public plus large.
Le roman de 1946,  Uneasy Terms  écrit par Peter Cheyney, est situé principalement dans et autour d'Alfriston. Le détective privé Slim Callaghan se tient dans l'un des pubs d'Alfriston, qui, dans le roman, est appelé « The Two Friars » (« Les deux frères »). L'auteur décrit ainsi le village : « Callaghan marchait lentement à travers l'espace ouvert au bout de la rue d'Alfriston, le soleil de l'après-midi brillait sur les vieilles maisons, et l'arbre au milieu de la petite place offrait une ombre agréable. »
Plusieurs autres endroits locaux sont mentionnés dans le roman, parmi lesquels Brighton, Eastbourne, Herstmonceaux, Pevensey Bay, Rottingdean et Polegate. Le livre a été transformé en film en 1948, mettant en vedette Moira Lister et Michael Rennie.
Cheyney mentionne également Alfriston dans plusieurs autres de ses romans dont "Dance without Music" (1947).
Un autre écrivain bien connu, Victor Canning, situe le Prologue de son roman de 1956, "The Hidden Face" ("US Burden of Proof" des États-Unis) à Alfriston. Le héros Peter Barlow vient au village pour affronter un résident, James Gurney Hansford qui a trompé son père et l'a conduit au suicide. Ils se battent. Plus tard, Hansford est assassiné et Barlow condamné à tort pour le crime.
Le film de Peter Sellers, Waltz of the Toreadors, ( (en Fr) Les Femmes du général) y a également été filmé en 1962.
Le film de 1964, The Chalk Garden, ((en Fr) Mystère sur la falaise, avec Sir John Mills, Hayley Mills et Deborah Kerr, a été filmé dans et autour du village.

## Jumelage
Alfriston est jumelé avec  Veules-les-Roses (France) depuis 2013.